# Género no conforme
Disconformidad de género, no conformidad de género o variación de género es la expresión de género de una persona cuyos comportamientos, maneras o apariencia no coinciden con los roles de género masculinos o femeninos. Una persona puede no estar conforme con el género independientemente de su identidad de género, por ejemplo, transgénero, no binario o cisgénero. Los adultos transgénero que parecen no conformes con el género tras la transición son más propensos a experimentar discriminación.

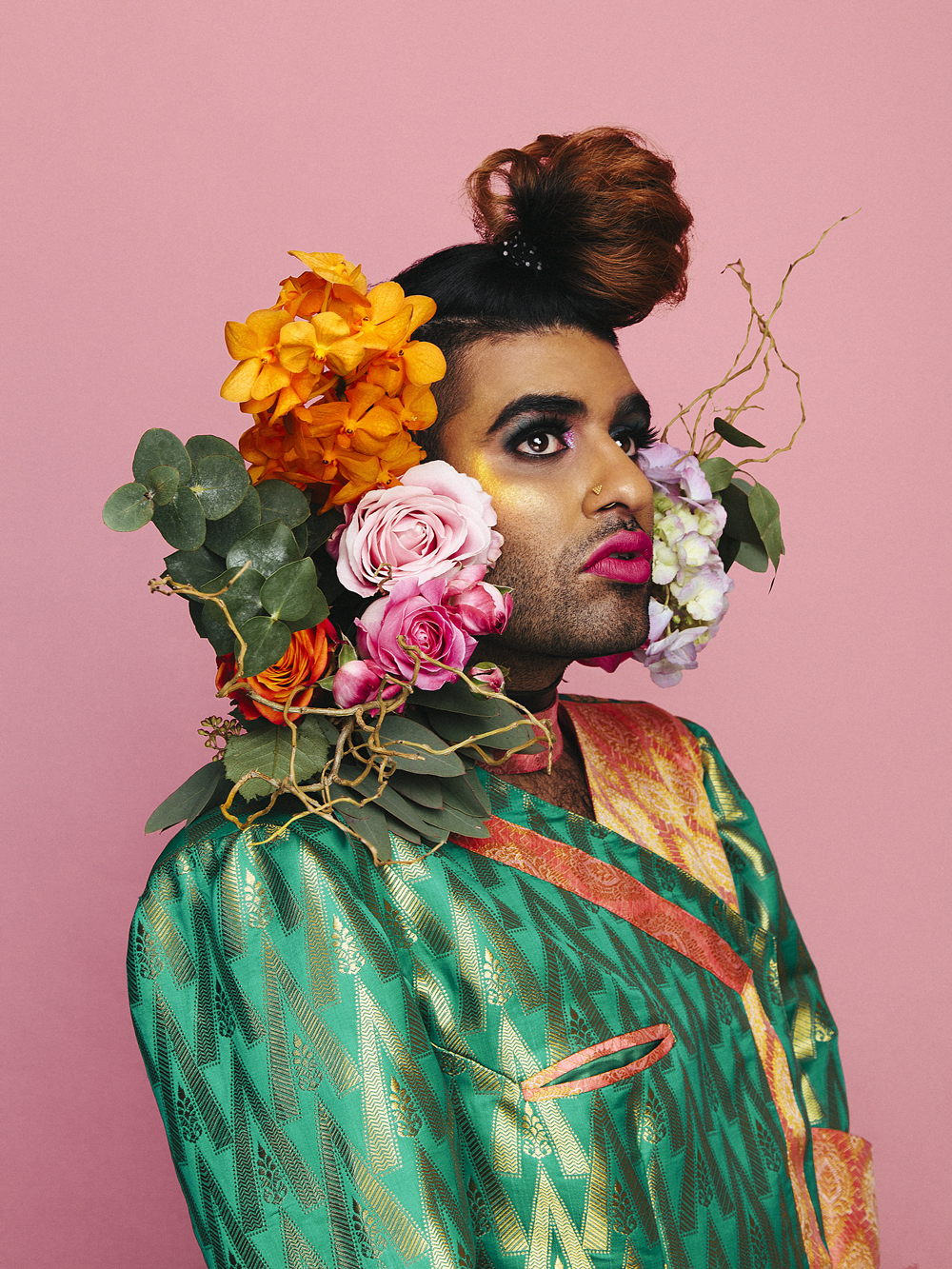
Alok Vaid-Menon, escritor, artista de performance y activista no conforme con el género

## Terminología
Los términos para describir la variación de género incluyen variante de género, disconforme con el género, no conforme con el género, diverso en género y atípico en género. Los términos variación de género y variante de género son utilizados por académicos de psicología, psiquiatría, antropología y estudios de género, así como por grupos de defensa de personas variantes de género. El término variante de género es deliberadamente amplio, abarcando términos específicos como transexual, butch y femme, queen, sissy, tomboy, femboy, travesti o hijra.
La palabra transgénero suele tener un significado más estrecho y diferentes connotaciones, incluyendo una identificación que difiere del género asignado al nacer. La Guía de Referencia de Medios de GLAAD (antes Gay and Lesbian Alliance Against Defamation) define transgénero como un "término paraguas para personas cuya identidad de género o expresión de género difiere del sexo que se les asignó al nacer". No todas las personas variantes de género se identifican como transgénero, y no todas las personas transgénero se identifican como variantes de género; muchas se identifican simplemente como hombres o mujeres. La identidad de género es el sentido interno de una persona de su propio género; mientras que algunas personas tienen una identidad de género de niño o hombre, o niña o mujer, la identidad de género para otras personas es una experiencia más compleja.
Además, la expresión de género es la manifestación externa de la identidad de género, generalmente a través de una presentación o comportamiento "masculino", "femenino" o variante de género.

### Terminología australiana
En Australia, el término género diverso o, históricamente, sexo y/o género diverso, puede usarse en lugar de, o junto con, transgénero. Los términos diversos de género específicos de la cultura incluyen "sistergirls" y "brotherboys" para las personas aborígenes e isleños del Estrecho de Torres. Las ambigüedades sobre la inclusión o exclusión de personas intersex en la terminología, como diverso en sexo y/o género de género, condujo a una disminución en el uso de los términos diverso en sexo y/o género y sexos y géneros diversos (DSG). Las regulaciones actuales que proveen para el reconocimiento de identidades trans y otras identidades de género utilizan términos como diverse en género y transgénero. En julio de 2013, la Alianza Nacional de Salud LGBTI de Australia produjo una guía titulada Inclusive Language Guide: Respecting people of intersex, trans and gender diverse experience que distingue claramente entre diferentes grupos corporales y de identidad.

## En la infancia
Varios estudios han sugerido una correlación entre niños que expresan no conformidad de género y eventualmente declararse homosexuales, bisexuales o transgénero. En múltiples estudios, la mayoría de quienes se identifican como homosexuales o lesbianas reportan no conformidad de género en la infancia. Sin embargo, la precisión de algunos de estos estudios ha sido cuestionada.
Un estudio sugirió que la no conformidad de género en la infancia es heredable. También se han realizado estudios sobre las actitudes de los adultos hacia niños no conformes. Según informes, no hay efectos generalizados significativos (excepto por algunos casos atípicos) en las actitudes hacia niños que varían en rasgos, intereses y comportamientos de género.
Los niños que son variantes de género pueden tener dificultades para conformarse más tarde en la vida. A medida que los niños crecen y no reciben tratamiento para la discordancia entre su mente y apariencia corporal, esto puede llevar a incomodidad, baja autoestima y eventualmente a depresión, suicidio o duda de sí mismos. Si un niño es no conforme a una edad muy temprana, es importante proporcionar apoyo familiar para un impacto positivo en la familia y el niño. Los niños que no se conforman antes de los 11 años tienden a tener un mayor riesgo de depresión, ansiedad y pensamientos suicidas en la adultez joven. Un estudio de 2012 encontró que tanto los niños que serán heterosexuales como los que tendrán una orientación sexual minoritaria, que expresaron no conformidad de género antes de los 11 años, tenían más probabilidades de experimentar abuso físico, abuso sexual, y abuso psicológico.
Roberts et al. (2013) concluyó que de los participantes en su estudio de entre 25 y 30 años, el 26% de aquellos que estaban no conformes con el género experimentaron algún tipo de síntomas depresivos, frente al 18% de aquellos que estaban conformes con el género. El tratamiento para trastornos de identidad de género (GID; ahora conocido como disforia de género) como la variación de género ha sido un tema de controversia durante tres décadas. En los trabajos de Hill, Carfagnini y Willoughby (2007), Bryant (2004) sugiere que "los protocolos de tratamiento para estos niños y adolescentes, especialmente aquellos basados en convertir al niño en un joven estereotipadamente generoso, empeoran las cosas, causando que internalicen su angustia." El tratamiento para GID en niños y adolescentes puede tener consecuencias negativas. Los estudios sugieren que el tratamiento debería enfocarse más en ayudar a los niños y adolescentes a sentirse cómodos viviendo con GID. Hay una sensación de angustia que abruma a un niño o adolescente con GID que se expresa a través del género. Hill et al. (2007) afirma, "si estos jóvenes están angustiados por tener una condición considerada por la sociedad como no deseada, ¿es esto evidencia de un trastorno?" Bartlett y colegas (2000) señalan que el problema para determinar la angustia se agrava en casos de GID porque, por lo general, no está claro si la angustia en el niño se debe a la variación de género o a efectos secundarios (por ejemplo, debido a la ostracización o estigmatización). Hill et al. (2007) sugiere que "un enfoque menos controvertido, respetuoso con la creciente libertad de género en nuestra cultura y comprensivo con la lucha de un niño con el género, sería más humano."
Numerosos estudios confirman que los estudiantes LGBTQ+ enfrentan mayores instancias de victimización en las escuelas en comparación con sus pares heterosexuales, lo que lleva a un menor bienestar y rendimiento académico. Aunque la investigación sobre la experiencia escolar de adolescentes variantes de género es limitada, los hallazgos disponibles indican tendencias similares. Además, entender la variación de género, especialmente en niños pequeños, puede ser complejo, lo que dificulta que los trabajadores sociales empaticen. Además, los trabajadores sociales escolares a menudo trabajan en entornos que enfatizan la "heteronormatividad", donde la feminidad y la masculinidad se definen en función de relaciones heterosexuales, lo que dificulta abordar las necesidades de los niños variantes de género.

## Estado social para hombres vs. mujeres
La no conformidad de género entre las personas asignadas como masculinas al nacer es generalmente más estrictamente, y a veces violentamente vigiladas en Occidente que la no conformidad de género entre las personas asignadas como femeninas al nacer. Sin embargo, existe un espectro de tipos de no conformidad de género entre chicos y hombres. Algunos tipos de no conformidad de género, como ser un padre que se queda en casa, pueden pasar sin comentario, mientras que otros, como usar lápiz labial y faldas, pueden atraer miradas, críticas o cuestionamientos. Algunas culturas son más tolerantes que otras con estas diferencias.
Esto es un desarrollo comparativamente reciente en términos históricos, porque el vestuario y las carreras de las mujeres solían ser más fuertemente controlados, y aún lo son en países como Irán y Arabia Saudí. El éxito del feminismo de segunda ola es la principal razón de la libertad de las mujeres en Occidente para usar ropa tradicionalmente masculina como pantalones, o asumir ocupaciones tradicionalmente masculinas como ser médico. En la Unión Soviética, las mujeres podían asumir ocupaciones tradicionalmente masculinas como trabajo de construcción, pero se les pagaba menos. Los empleadores a veces preferían trabajadoras mujeres y a veces trabajadores masculinos. En algunos países ex-soviéticos, la igualdad de género retrocedió tras el colapso de la Unión Soviética.
Se ha demostrado que las personas transgénero no conformes con el género,en los Estados Unidos, tienen peores resultados de salud generales que las personas transgénero que se identifican como hombres o mujeres.

## Asociación con la orientación sexual
Las normas de género varían según el país y la cultura, así como a lo largo de los períodos históricos dentro de las culturas. Por ejemplo, en las tribus pastún de Afganistán, los hombres adultos frecuentemente se toman de las manos, sin ser percibidos como homosexuales, mientras que en Occidente este comportamiento sería, en la mayoría de las circunstancias, visto como prueba de una relación homosexual. Sin embargo, en muchas culturas, comportamientos como el llanto, una inclinación hacia el cuidado y la crianza de otros de manera emocionalmente abierta, un interés en las tareas domésticas distintas a la cocina, y el autocuidado pueden todos ser vistos como aspectos de la no conformidad de género masculina. Los hombres que exhiben tales tendencias son a menudo estereotipados como homosexuales. Los estudios encontraron una alta incidencia de homosexuales masculinos que reportan comportamientos atípicos de género en la infancia, como tener poco interés en el atletismo y una preferencia por jugar con muñecas. El mismo estudio encontró que las madres de hombres homosexuales recordaban tales comportamientos atípicos en sus hijos con mucha mayor frecuencia que las madres de hombres heterosexuales.
Para las mujeres, la no conformidad de género adulta a menudo se asocia con el lesbianismo]] debido a las identidades limitadas que enfrentan las mujeres en la adultez. Las mujeres lesbianas y bisexuales, al estar menos preocupadas por atraer a los hombres, pueden encontrar más fácil rechazar las ideas tradicionales de feminidad porque el castigo social por tal transgresión no es efectivo, o al menos no más efectivo que las consecuencias de ser abiertamente homosexual o bisexual en una sociedad heteronormativa (que ya están experimentan). Esto puede ayudar a explicar los altos niveles de no conformidad de género auto-reportados por las lesbianas.
La teórica de género Judith Butler, en su ensayo Actos performativos y constitución de género: un ensayo en teoría fenomenológica y feminista, afirma: "Los géneros discretos son parte de lo que humaniza a los individuos dentro y las de la cultura contemporánea; de hecho, aquellos que no hacen su género correctamente son regularmente castigados. Porque no hay ni una 'esencia' que el género expresa o externaliza ni un ideal objetivo al que el género aspire." Butler argumenta que el género no es un aspecto inherente de la identidad, afirmando además, "...se podría intentar reconciliar el cuerpo generoso como el legado de actos sedimentados en lugar de una estructura predeterminada o cerrada, esencia o hecho, ya sea natural, cultural o lingüístico".
La investigación sobre identidades de género no binario ha encontrado lo siguiente:
La inmensa mayoría de los encuestados no binarios ... identificados como teniendo una orientación sexual minoritaria, lo cual también es consistente con los hallazgos de otras investigaciones. Esta superposición sustancial entre el género no binario y el estado de orientación sexual minoritaria es intrigante y apoya la conceptualización de que las identidades de género "no tradicionales" (es decir, fuera del binario de género) y la orientación sexual son construcciones distintas pero interrelacionadas.
Los individuos bisexuales y homosexuales masculinos que no se conforman con las normas de género tradicionales podrían experimentar una mayor discriminación en comparación con aquellos que sí lo hacen. Un estudio encontró que los hombres gay y bisexuales latinos que se identifican como no conformes con el género enfrentaron mayores niveles de homofobia y angustia psicológica en comparación con sus contrapartes conformes con el género. Además, no conformarse con las normas de género puede elevar el riesgo de intentos de suicidio entre adolescentes homosexuales, mientras que los estudios sobre lesbianas no muestran consistentemente patrones similares. Esto puede atribuirse al mayor maltrato de los chicos que muestran rasgos femeninos, por parte de padres y pares.

## Vestimenta
Entre los adultos, el uso de ropa de mujer por hombres a menudo es socialmente estigmatizado y fetichizado, o visto como sexualmente anormal. Sin embargo, el transformismo puede ser una forma de expresión de género y no necesariamente está relacionado con la actividad erótica, ni es indicativo de la orientación sexual. Otros hombres no conformes con el género prefieren simplemente modificar y estilizar la ropa masculina como una expresión de su interés en la apariencia y la moda.

## Prácticas afirmativas de género
Las prácticas afirmativas de género reconocen y apoyan la autoidentificación y expresión de género únicas de un individuo. Estas prácticas están siendo más ampliamente adoptadas en los campos de la salud mental y física en respuesta a investigaciones que muestran que las prácticas clínicas que fomentan que los individuos acepten cierta identidad de género pueden causar daño psicológico. En 2015, la Asociación Estadounidense de Psicología publicó directrices de prácticas afirmativas de género para clínicos que trabajan con personas transgénero y no conformes con el género. La investigación preliminar sobre prácticas afirmativas de género en los entornos médicos y psicológicos ha mostrado principalmente resultados positivos de tratamiento. A medida que estas prácticas se usen más ampliamente, se necesitan estudios a largo plazo y con muestras más grandes para continuar evaluando estas prácticas.
La investigación ha mostrado que los jóvenes que reciben apoyo afirmativo de género de sus padres tienen mejores resultados de salud mental que sus pares que no lo reciben.
Las prácticas afirmativas de género enfatizan la salud del género. La salud de género es la capacidad de un individuo de identificarse y expresar el género(s) que se siente más cómodo sin el miedo de rechazo.
Las prácticas afirmativas de género se informan por las siguientes premisas:

- La variación de género no es un trastorno psicológico o una enfermedad mental
- Las expresiones de género varían a través de las culturas
- Las expresiones de género son diversas y pueden no ser binarias
- El desarrollo de género está influido por factores biológicos, desarrollativos y culturales
- Si ocurre patología, es más a menudo debido a reacciones culturales que desde dentro del individuo

Los profesionales de la salud mental han comenzado a integrar el modelo afirmativo de género activado en terapia cognitivo-conductual, terapia centrada en el cliente, y terapia de aceptación y compromiso. Cada fecha de terapia de aceptación puede ser beneficiosa para personas activistas de género-variantes que buscan autorrealizarse, lidiar con el estrés de las minorías, o navegar por problemas personales, sociales y ocupacionales a lo largo de su vida activa.

## Roles de género atípicos
Las expectativas de género, como otras normas sociales, pueden variar ampliamente por cultura. Una persona puede ser vista como que expresa un rol de género atípico cuando su expresión de género y actividades difieren de las usualmente esperadas en esa cultura. Lo que es "típico" para una cultura puede ser "atípico" para otra. Las personas de culturas que conceptualizan el género como opuestos polares en una binaria, o teniendo solo dos opciones, pueden ver culturas con personas tercer género, o expresiones de género fluidas, y las personas que viven en estos roles de género, como "atípicas". 
Las expresiones de género que algunas culturas podrían considerar "atípicas" podrían incluir:
- Amo de casas: hombres de culturas patriarcales que se quedan en casa para criar niños y cuidar del hogar mientras su pareja va a trabajar. Radio Pública Nacional reportó que para 2015 esto había aumentado a alrededor del 12.6% de los matrimonios heterosexuales.[52] Esto solo sería "atípico" en una cultura donde es la norma que las mujeres se queden en casa.
- Personas andróginas: teniendo una presentación de género que es mixta o neutral en una cultura que valora presentaciones polarizadas (binarias).[5]
- Transformismo: una persona que se viste con la ropa de, y de otra manera asume, "la apariencia, manera, o roles tradicionalmente asociados con miembros del sexo opuesto".[53] Los travestis pueden ser cisgénero, o pueden ser personas trans que solo han transitado socialmente sin intervención médica adicional.
- Femminiello: una población de personas que encarnan un rol de tercer género en la cultura napolitana tradicional (sur de Italia).
- Hijra: una persona tradicional de tercer género que ocasionalmente es intersex, pero más a menudo considerada masculina al nacer. Muchos de los hijra son eunucos que han elegido ser ritualmente castrados en una ceremonia de dedicación. Tienen un rol ceremonial en varias culturas tradicionales del Sur de Asia, a menudo realizando ceremonias de nombramiento y bendiciones. Visten con lo que se considera ropa de "mujeres" para esa cultura, pero se ven como ni hombres ni mujeres, sino hijra.
- Khanith: un hombre homosexual afeminado en la cultura omana que se le permite asociarse con mujeres. La ropa de estos individuos debe ser intermedia entre la de un hombre y una mujer.[54]
- Dos espíritus: un término moderno, panindígena, término paraguas utilizado por algunos indígenas norteamericanos para describir a personas nativas en sus comunidades que cumplen un rol social y ceremonial tradicional de tercer género (u otra variante de género) en sus culturas.[55][56] El término dos espíritus fue creado en 1990 en un encuentro internacional de lesbianas y gais indígenas en Winnipeg, y "específicamente elegido para distinguir y distanciar a los pueblos nativos americanos/Primeras Naciones de las personas no nativas".[55]
- Médiums espirituales masculinos en Myanmar: Hombres biológicos que son médiums espirituales (nat kadaw) visten ropa femenina y usan maquillaje durante ceremonias religiosas. La mayoría de los médiums espirituales masculinos viven permanentemente como mujeres.[57]

## Estrategias de recuperación
Las estrategias de recuperación son acciones que las personas no conformes con el género toman debido a encuentros con rechazo por parte de la sociedad. Estas estrategias también pueden ser resultado de miedo, vergüenza, etc., por parte de los amigos y familiares del individuo. Algunos ejemplos de estrategias de recuperación son ocultar el comportamiento no conforme, adaptarse a las normas de género, etc.
En un experimento de 2004, los participantes eran hombres y mujeres atípicos que, según se dijo, tenían más similitudes y conocimientos sobre el sexo atípico opuesto tras realizar una encuesta. Los resultados de los experimentos mostraron que los participantes que temían un rechazo debido a los resultados eran más propensos a ocultar su comportamiento no conforme o a adaptarse a las normas de género.
Ocultar el comportamiento no conforme significa reprimir el comportamiento que va en contra de las normas de género. Según J.M. Brennan, el cambio en la identidad de género de un hombre o mujer no conforme puede causar este ocultamiento y disimulo del comportamiento. Esto puede deberse al miedo al estigma dirigido hacia ellos, lo que provoca el ocultamiento de su verdadera identidad.
Los niños en la comunidad LGBT+ tienden a aumentar la conformidad de género en entornos escolares debido a la presión de sus pares. Esto se debe a la discriminación enfrentada por las personas LGBT+.